# Bílá Lhota
Pour les articles homonymes, voir Bílá.
Bílá Lhota (en allemand : Weissöhlhütten) est une commune du district et de la région d'Olomouc, en République tchèque. Sa population s'élevait à 1 153 habitants en 2020.

## Géographie
Bílá Lhota se trouve à 8 km à l'ouest de Litovel, à 24 km au nord-ouest d'Olomouc, à 94 km à l'ouest-sud-ouest d'Ostrava et à 187 km à l'est-sud-est de Prague.
La commune est limitée par Moravičany et Medlov au nord, par Červenka, Mladeč et Měrotín à l'est, par Slavětín au sud, et par Bouzov et Palonín à l'ouest.

## Histoire
La première mention écrite de la localité date de 1350.

## Administration
La commune se compose de sept sections :
- Bílá Lhota
- Červená Lhota
- Hrabí
- Hradečná
- Měník
- Pateřín
- Řimice